# Mahaicony (rivier)
De Mahaicony is een zwartwaterrivier in de regio Mahaica-Berbice van Guyana. De rivier heeft zijn bron in de binnenlanden van Berbice, en stroomt door een landbouwgebied waar voornamelijk rijst wordt geproduceerd. De rivier heeft zijn monding in de Atlantische Oceaan bij de gelijknamige plaats.

## Geschiedenis
De Mahaicony werd het eerst beschreven door Abraham Cabeliau in 1598. De rivier werd voornamelijk bewoond door inheemsen. In 1763 bevond zich een post aan de Mahaicony, want de rivier werd beschouwd als de grens tussen de koloniën Demerary en Berbice. In het begin van de 19e eeuw waren katoenplantages aan de rivier gevestigd. Na de Tweede Wereldoorlog begon de grootschalige rijstteelt in het gebied. In 2018 werd een nieuwe pompstation geopend in Mora Point, halverwege de rivier, om ongeveer 1.000 hectare rijstland te irrigreren. Door het verdwijnen van de mangrovebossen aan de kust, heeft het Mahaicony-gebied veel last van overstromingen.

## Overzicht
De Mahaicony heeft zijn bron ten zuiden van het inheemse dorp Moraikobai. Onderweg naar de kust bevinden zich kleine agrarische gemeenschappen die alleen via de rivier te bereiken zijn. De Canjefazant, de nationale vogel, komt veel in het gebied voor. Bij de kust bevindt zich de plaats Mahaicony, het regionale centrum.